# Fujifilm X-T1
La Fujifilm X-T1 és una càmera digital sense mirall de Fujifilm. Aquesta, va ser anunciada per Fujifilm el 28 de gener de 2014 i és la primera de la sèrie X-T de la marca.
El preu del cos era de 1.199€, mentre que amb l'objectiu Fujinon XF 18-55mm f/2.8-4 R LM OIS el preu era de 1.599€, i 1.699€ amb el 18-135mm f/3.5-5.6 R LM OIS WR.
Aquesta va ser substituïda per la Fujifilm X-T2 el 7 de juliol de 2016.

## Característiques
El cos de la X-T1 és de magnesi el que fa que sigui resistent a la pols i a l'aigua i també a la congelació fins a -10 °C. Aquesta incorpora un visor electrònic, una pantalla inclinable i 3 dials a la placa superior de la càmera per ajustar l'ISO, la velocitat d'obturació i la compensació de l'exposició.
La càmera està equipada amb un sensor X-Trans CMOS II de 16,3 Mpx, mentre que el processador d'imatge és l'EXR II, capaç de processar una sensibilitat de 200 fins a 6400 ISO, ampliable fins a 100-25600 ISO (només en JPG).
El punt fort d'aquest model és el visor digital. A més de tenir una gran quantitat de píxels, ofereix una visió molt àmplia, comparable a les càmeres reflex de fotograma complet de gamma alta. La reproducció del color del panell OLED i l'absència de retard també fan que sigui apreciat pels usuaris procedents de càmeres reflex amb pentaprismes. En el visor és possible avaluar l'exposició en temps real, a més Fujifilm també ha incorporat altres característiques, com per exemple que si es gira la càmera per a realitzar fotografies verticals, la informació visible al visor també es girarà. El gran espai també es pot utilitzar per a una visió dividida: a l'esquerra la imatge completa i a la dreta una ampliació de la zona central per comprovar l'enfocament (el mateix també està disponible a través de la visualització en directe de la pantalla). També hi ha un sensor de proximitat que permet activar automàticament el visor quan s'acosta l'ull.
La càmera està equipada amb un mòdul Wi-Fi per a la transferència d'imatges sense fil i el control de la càmera mitjançant una aplicació de telèfon intel·ligent.

## Recepció
Poc després de l'inici de les vendes es van produir els primers informes que indicaven una entrada de llum quan es realitzaven llargues exposicions amb la solapa lateral oberta, on es troben les connexions. Fujifilm va respondre assenyalant que alguns dels primers models produïts tenien aquest error i van oferir reparar les càmeres afectades de manera gratuïta.
El 2014, la X-T1 va guanyar el premi EISA com a millor producte de l'any a la categoria de càmera avançada de sistema compacte.
El 2014, aquesta càmera va guanyar el premi de Technical Image Press Association (TIPA) com a millor càmera sense mirall per a experts.

## Edició "Graphite silver"
El 2014, durant el Photokina, Fujifilm va anunciar un model especial en color gris. Aquest model, a part de tenir un aspecte diferent a l'original, també incorpora diferències en les seves especificacions, com ara que gràcies a l'obturador electrònic pot arribar fins a un temps d'exposició d'1/32.000 segons en lloc de fins a 1/4000. També es va afegir un nou mode de simulació de pel·lícula anomenat "Classic Chrome", però aquest no prové d'una pel·lícula utilitzada per fujifilm en el passat, aquest mode dona un contrast de color baix i una gamma de tons suaus.
Aquestes dues millores també es van anunciar per al model original el desembre de 2014 mitjançant una actualització de microprogramari.
Les altres millores són un recobriment de triple capa, que dona un acabat sofisticat i durador i un visor electrònic actualitzat amb "Natural live view", el qual permet a l'usuari desactivar la previsualització en directe dels efectes del mode pel·lícula en el visor.
Aquest model, amb les diferents millores, quan va sortir al mercat costava 200€ més que l'edició normal, costava 1.399€ només el cos.

## X-T1 IR
El 3 d'agost de 2015, Fujifilm va presentar aquesta versió de la X-T1. Aquesta, està destinada a aplicacions mèdiques o científiques, encara que molts usuaris l'utilitzen de forma creativa per realitzar fotografia infraroja de retrat, paisatge i astrofotografia. Permet captar longituds d'ona invisibles per a l'ull humà, des de l'espectre ultraviolat a l'espectre infraroig, aproximadament entre 380 i 1.000 nanòmetres.
Aquesta versió és la mateixa que la versió normal, la única diferencia és que se li ha tret el filtre situat davant del sensor, per obtenir una càmera que capti un ampli espectre electromagnètic.
La X-T1 IR es va posar a la venda l'octubre de 2015 a 1.699,95$.

## Inclòs a la caixa
- Cos de la Fujifilm X-T1[17]
- Flaix EF-X8
- Bateria NP-W126S
- Carregador BC-W126
- Corretja per la càmera
- Clips metàl·lics per la corretja
- Eina de fixació de clips
- Tapa de la càmera
- Coberta pel sòcol
- Manual bàsic